# Чернобыльский Пустынно-Никольский монастырь
Чернобыльский Пустынно-Никольский монастырь — бывший старообрядческий мужской монастырь, существовавший в урочище Бычки в 35 вёрстах от Чернобыля и 8 вёрстах от слободы Замошье. Ныне это Николаевский Пустынный женский скит Киевского Покровского монастыря (Украинская православная церковь).
Монастырь расположен на самой границе Зоны отчуждения. Основная дорога перекрыта украинским КПП, но в обитель можно свободно попасть по просёлочной дороге, проложенной в обход Зоны.

## История

### Старообрядческий монастырь
Монастырь основан приблизительно в 1772 году. Первоначально располагался в местечке Чернобыле, но из-за подмыва его территории рекой Припять, был перенесён в урочище Бычки. Эти земли принадлежали графам Ходкевичам и в 1812 году один из Ходкевичей дарит монастырю 275 десятин земли, с условием, что в случае упразднения обители все земли будут возвращены ему или его наследникам. В 1820-х годах монастырь приобретает 600 десятин земли. При основании монастыря была деревянная Никольская церковь. В 1805 году построены кельи, имевшие вид отдельных изб. В 1829 году при игумене Серафиме освящена каменная церковь в честь Рождества Христова, была также церковь во имя Димитрия Мироточивого, построенная ранее. В 1831 году в монастыре проживало 26 человек, в 1834 году — 15 человек, в 1842 году — 60 человек.
В 1842 году монастырь пострадал от пожара, поэтому монахи восстанавливают часть построек. О строительных работах стало известно властям, которые опечатали новые постройки. Киевский генерал-губернатор Д. Г. Бибиков выступил за то, чтобы разрешить старообрядцам пользоваться строениями, и дал монахам положительную характеристику. 14 апреля 1845 года высочайшим повелением императора Николая I предписывалось новые строения держать запечатанными, но монастырь не закрывать, а склонять к принятию единоверия. Монахи принимать единоверие отказывались, о чём доложили императору. В связи с этим были объявлены новые повеления 18 апреля 1847 года и 28 апреля 1850, в которых всё также говорилось о необходимости присоединить монастырь к единоверию.
В феврале 1859 года киевский генерал-губернатор И. И. Васильчиков выступил за постепенную ликвидацию монастыря, путём запрета приёма новых насельников. Его предложение было поддержано и августе 1859 года составлен список всех жителей монастыря, которых было 38. Монахи нарушали этот запрет, принимая новых людей под видом прислуги, что было обнаружено в 1866 году.
19 сентября 1872 года в монастыре вспыхнул пожар, разрушивший много построек и в том числе монастырскую церковь. К 1882 году в обители осталось всего 2 инока по списку 1859 года, но прибывший по поручению генерал-губернатора А. Р. Дрельтена чиновник Тецнер обнаружил 21 инока и 14 послушников, а кроме того было много новых зданий и новая церковь. Решением министра внутренних дел от 8 ноября 1883 года насельникам разрешалось проживать в монастыре и дальше.
В 1887 году в монастыре проживало 12 насельников, из которых иноками было 10. К 1 января 1905 года осталось всего 2 инока, но было 6 призреваемых и 10 человек прислуги. 12 июля 1915 года на съезде Киевской старообрядческой общины решался вопрос бедственного положения монастыря и отсутствия в нём священника. Было принято решение, что финансами обители будет заведовать Киевская община. В 1923 году монастырь ликвидирован советскими властями.

### Возрождение
В 2008 году протоиерей Иоанн Токарук обнаружил в лесной глуши руины монастыря. В 2010—2011 годах начато его восстановление как скита Покровского женского монастыря города Киева. Радиационный фон на территории монастыря не превышает нормальные показатели, потому представители церкви просили отодвинуть границу Зоны. Представители милиции не препятствовали посещению монастыря и даже сами его посещали. В мае 2018 года община Воскресенского кафедрального собора УПЦ во главе с епископом Бородянским Варсонофием (Столяром) подарили скиту 13 коров. В сентябре того же года Государственное агентство Украины по управлению зоной отчуждения открыло туристический маршрут, проходящий через монастырь (маршрут № 12).
27 декабря 2018 года, менее чем через две недели после проведения в Киеве «Объединительного собора» и создания СЦУ, по требованию Службы безопасности Украины полиция открыла уголовное дело по подозрению в злоупотреблении властью или служебным положением. Монастырь обвинили в якобы незаконном ведении сельскохозяйственной деятельности на территории Чернобыльской зоны. По словам монахинь, сельскохозяйственная деятельность ведётся на земельном участке в 8 га в селе Черемошна, предоставленном им в пользование Орджоникидзевским сельским советом в 2008 году.